# James Kottak
James Kottak (Louisville, 1962. december 26. – Louisville, 2024. január 9.) amerikai rockzenész, a Scorpions és a Kingdom Come együttesek dobosa.

## Pályafutása
Fiatal korától dobolt, számos együttesben megfordult (Montrose, Warrant, Wild Horses, the McAuley Schenker Group, Buster Brown), az 1980-as években leginkább a Kingdom Come dobosaként szerzett nevet magának. 1996-ban csatlakozott a Scorpionshoz, ahol egészen 2016-ig volt tag, mielőtt az év szeptemberében megváltak tőle alkoholproblémái miatt.

## Magánélete
1996 és 2010 között a híres zenész, Tommy Lee húgával, Athenával volt házas, tőle egy fia született, Matthew.

### Halála
Kottak két héttel 61. születésnapját követően hunyt el szülővárosában; halálhírét lánya, Tobi közölte a sajtóval.